# Ewa T. Szyler
Ewa T. Szyler – dziennikarka, publicystka oraz tłumaczka angielskiej i współczesnej greckiej prozy na język polski.

## Życiorys
Studiowała na Politechnice Warszawskiej i Uniwersytecie Warszawskim. Języka greckiego uczyła się samodzielnie. Ukończyła kursy języka nowogreckiego dla cudzoziemców na uniwersytecie w Salonikach. Była przez kilka miesięcy korespondentką Polskiego Radia w Atenach. Pracowała w ambasadach Grecji i Cypru w Warszawie. W latach 1992–2004 była prezesem (później honorowym prezesem) Towarzystwa Przyjaciół Grecji w Warszawie. Członkini-założycielka Polskiego Towarzystwa Studiów Nowogreckich, a od roku 2015 członek zarządu. Od 2013 członkini Stowarzyszenia Autorów ZAiKS (sekcja Autorów Dzieł Dramatycznych).

## Tłumaczenia
Z nowogreckiego przetłumaczyła książkę dla dzieci autorstwa Niny Kokkalidu-Nachmii Co nowego panie kocie?, powieść Kostasa Tachtsisa Obyś trzech mężów miała i zbiór opowiadań Petrosa Charisa, Dendryty Kallii Papadaki (2020) Pandelisa Prevelakisa Kronika pewnego miasta i Niebezpieczne związki kulinarne Andreasa Staikosa. Ponadto ma w swoim dorobku książki dla dzieci, dzieła klasyków, współczesne bestsellery, powieści takich autorów jak Máira Papathanasopoúlou, Emilios Solomou, Lena Kitsopulu i innych.

## Nagrody
- Stypendium Alexander Onassis Foundation (Fundacja im. Aleksandra S. Onassisa w Atenach)[6]
- III nagroda w konkursie ZAiKS-u „Przekład pod pretekstem” za przekład z greckiego sztuki Martwy punkt Yannisa Mavritsakisa (2020)[7][8]